# Чаморро (язык)
Чаморро (англ. Chamorro) — язык народа чаморро, коренных жителей Марианских островов, в частности Гуама (Микронезия).

## Генеалогическая информация
Чаморро — изолят в австронезийской семье. Скорее всего, он принадлежит восточной малайско-полинезийской подсемье или наиболее близок к ней, но его родство другим языкам этой подсемьи не доказано.
Вследствие испанского колониального периода в чаморро появилось достаточно много заимствований из испанского — как правило, это числительные, термины родства, слова, обозначающие природные явления. Это привело к предположениям о том, что чаморро мог иметь статус креольского или смешанного языка. Однако эти гипотезы нельзя считать обоснованными, так как чаморро имеет черты, свойственные именно австронезийским языкам.

## Социолингвистическая информация
Марианские острова более трёхсот лет находились под контролем извне: территория была испанской колонией, позже Гуам принадлежал США, а Северные Острова — Германии, что повлияло на культуру чаморро, в особенности на витальность и развитие языка. Так, в поствоенный период использование чаморро среди детей заметно снизилось, несмотря на то что большинство из них были билингвами.
В настоящее время большинство жителей архипелага составляет не коренной народ чаморро и преобладающий на территории язык — английский: в этих условиях язык чаморро находится под угрозой исчезновения.
В чаморро есть несколько диалектов, которые соотносятся с тремя наиболее населёнными островами: Гуамом, Сайпаном и Рота. Диалект последнего имеет выделяющиеся фонологические особенности, однако в целом различия (грамматические, лексические) между ними не такие значительные.
По данным на 2015 год, число носителей чаморро на о. Гуаме составляет 30,300 человек; общее число носителей в разных странах — 64,300 человек.

## Лингвистические черты

### Фонетика и фонология

#### Гласные[3]
|         | Передние | Задние |
| Верхние | /i/      | /u/    |
| Средние | /e/      | /o/    |
| Нижние  | /a/      | /ɒ/    |

#### Согласные[4]
|                   | Лабиальные | Альвеолярные | Палатальные | Велярные | Глоттальные |
| Взрывные глухие   | /p/        | /t/          |             | /k/      | /ʔ/         |
| Взрывные звонкие  | /b/        | /d/          |             | /g/      |             |
| Аффрикаты глухие  |            | /ts/         |             |          |             |
| Аффрикаты звонкие |            | /ds/         |             |          |             |
| Фрикативные       | /f/        | /s/          |             |          | /h/         |
| Носовые           | /m/        | /n/          | /ɲ/         | /ŋ/      |             |
| Плавные           |            | /l/, /ɾ/     |             |          |             |
| Глайды            | /w/        |              | /j/         |          |             |

### Морфология

#### Местоимения

##### Независимые местоимения
Независимые местоимения — местоимения, которые являются отдельными фонетическими словами и остаются фонологически и синтаксически независимыми. Эти формы, как правило, служат для описания людей; могут использоваться в иных случаях в ограниченном контексте, например при олицетворении животных.
| 1 sg.           | guåhu |
| 2 sg.           | hågu  |
| 3 sg.           | guiya |
| 1 incl. du./pl. | hita  |
| 1 excl. du./pl. | hami  |
| 2 du./pl.       | hamyu |
| 3 du.pl.        | siha  |

Bula rispetun-ñiha nu hågu.
AGR.much respect-AGR OBL you
Они тебя очень уважают.

##### Слабые местоимения
Слабые местоимения — безударные морфемы, которые образуют энклитики. Они служат, как правило, для обозначения неодушевлённых объектов, но иногда встречаются в тех же контекстах, что и независимые местоимения.
| 1 sg.           | yu’        |
| 2 sg.           | håo        |
| 3 sg.           | gui’       |
| 1 incl. du./pl. | hit / hita |
| 1 excl. du./pl. | ham / hami |
| 2 du./pl.       | hamyu      |
| 3 du.pl.        | siha       |

Ennåo gui’ na’-mu sa’ inamti håo, no?
that it food-AGR because AGR.PASS.cure you right?
Это должно стать хорошим уроком для тебя, не так ли?

##### Нулевые местоимения
Чаморро позволяет опускать подлежащее, если оно выводимо из контекста грамматически, образуя нулевой аргумент. Нулевые местоимения различают три лица, два числа и исклюзивность/эксклюзивность.
Ti hu lili’i’ [ ] esti gi ottru siha.
not AGR see.PROG this LCL other PL
Я не вижу, чтобы это было сделано в других местах.
Chamorro [ ]?
Ты чаморро?

#### Пассив и антипассив
Почти каждый переходный глагол может образовывать пассивную и антипассивную формы. Они сохраняют аргументы глагола, от которого образованы, но реализуют их с разными грамматическими отношениями. Пассивные и антипассивные глаголы непереходные.
Ha kassi si Kika’ si Kindu’.
AGR tease UNM Kika’ UNM Kindu’.
Кика дразнил Кинду.
Kinassi si Kindu’ as Kika’.
AGR.PASS.tease UNM Kindu’ OBL Kika’
букв. Кинду был дразнён Кикой.
Mangassi si Kika’ as Kindu’.
AGR.ANTIP.tease UNM Kika’ OBL Kindu’
Кика (был одним из тех, кто) дразнил Кинду.

#### Линкеры
Линкер показывает, следует ли зависимое за вершиной или предшествует ей. Так, в последнем случае линкер стоит перед вершиной и выражается безударной морфемой «na».
dikiki’ na påtgun
small L child
маленький ребёнок
I å’paka’ na arina ti sen måolik para i hinemlo’-ta.
the white L flour not AGR.extremely good for the NMLZ.healthy-AGR
Белая мука не полезна для нашего (инкл.) здоровья.

## Список сокращений
1 — 1-е лицо
2 — 2-е лицо
3 — 3-е лицо
SG — единственное число
PL — множественное число
DU — двойственное число
AGR — согласование
INCL — инклюзивное местоимение
EXCL — эксклюзивное местоимение
PASS — пассивная форма
ANTIP — антипассивная форма
PROG — прогрессивная форма
NMLZ — номинализация
EMP — эмфатическая частица
L — линкер
LCL — местный падеж
UNM — немаркированный падеж
OBL — объектный (косвенный) падеж
Q — вопросительная частица

## Википедия на языке чаморро
Существует раздел Википедии на языке чаморро («Википедия на языке чаморро»), первая правка в нём была сделана в 2006 году. По состоянию на 18:16 (UTC) 29 июня 2025 года раздел содержит 557 статей (общее число страниц — 2582); в нём зарегистрировано 17 427 участников, один из них имеет статус администратора; 15 участников совершили какие-либо действия за последние 30 дней; общее число правок за время существования раздела составляет 24 392.